# Récit d'atrocités
Une histoire d'atrocités, comme définie par les sociologues américains Anson D. Shupe et David G. Bromley, est la représentation symbolique d'actions ou d'événements (réels ou imaginaires) dans un contexte tel qu'ils paraissent constituer une violation flagrante des principes (présumés) selon lesquels un ensemble de relations sociales devrait se dérouler. Le fait de raconter de tels récits a pour but de consolider les limites qui sont normatives. En partageant la désapprobation ou l'horreur de la personne qui fait le récit, l'auditoire réaffirme les prescriptions normatives et situe clairement ceux qui les violent en dehors des limitations de la moralité publique.
Selon Jean Duhaime, Shupe et Bromley des apostats des nouveaux mouvements religieux racontent des récits d'atrocités.